# Samsung Galaxy M (gama)
La serie Samsung Galaxy M es una línea de teléfonos inteligentes que abarca dispositivos de gama media exclusivos para venta en línea fabricados por Samsung Electronics como parte de su línea Samsung Galaxy. Los primeros modelos de la serie, los Samsung Galaxy M10 y M20, se lanzaron el 5 de febrero de 2019.
El punto de venta principal de la línea es la batería de alta capacidad y la configuración de una cámara con múltiples lentes, siguiendo la tendencia común dentro de los teléfonos inteligentes  en 2019. Se coloca casi a la par de la serie Galaxy A de gama media más aerodinámica, aunque los modelos más nuevos y de gama alta se derivaron de la serie A con varias alteraciones.

## Descripción
Al estar posicionados en los segmentos de gama media, todos los modelos de la serie tienen todas las características esenciales de un teléfono inteligente, además de algunas otras características avanzadas, lo que los diferencia de otras series y también difieren en tamaño y diseño. Samsung apunta a los mercados asiáticos en desarrollo o al mercado europeo con la línea como respuesta a la creciente popularidad de los teléfonos inteligentes ofrecidos por fabricantes chinos como Xiaomi, Huawei y BBK Electronics.

## Modelos

### 2019 (primera generación)
| Modelo              | Pantalla                                                            | Sistema operativo              | Procesador               | Memoria                                                | Cámara trasera                                     | Cámara frontal | Sensor de huellas dactilares | Batería   | Carga rápida        |
| ------------------- | ------------------------------------------------------------------- | ------------------------------ | ------------------------ | ------------------------------------------------------ | -------------------------------------------------- | -------------- | ---------------------------- | --------- | ------------------- |
| Samsung Galaxy M10  | Pantalla Infinity-V PLS TFT de 6,2" HD+ (720 x 1520 píxeles)        | Android 8.1 (Oreo); One UI     | Samsung Exynos 7870 Octa | Almacenamiento de 16 o 32 GB / RAM de 2 o 3 GB         | 13 MP (principal) 5 MP (ultra gran angular)        | 5 MP           | No                           | 3400 mAh  | No (micro-USB)      |
| Samsung Galaxy M10s | Pantalla Infinity-V Super AMOLED de 6,4" HD+ (720 x 1560 píxeles)   | Android 9.0 (Pie); One UI 2.0  | Samsung Exynos 7884B     | Almacenamiento de 32 GB / RAM de 3 GB                  | 13 MP (principal) 5 MP (ultra gran angular)        | 8 MP           | En la parte trasera          | 4000 mAh  | Carga rápida de 15W |
| Samsung Galaxy M20  | Pantalla Infinity-V PLS TFT de 6,3" FHD+(1080 x 2340 píxeles)       | Android 8.1 (Oreo); One UI 2.0 | Samsung Exynos 7904 Octa | Almacenamiento de 32 o 64 GB / RAM de 3 o 4 GB         | 13 MP 5 MP (ultra gran angular)                    | 8 MP           | En la parte trasera          | 5000 mAh  | Carga rápida de 15W |
| Samsung Galaxy M30  | Pantalla Infinity-U Super AMOLED de 6,4" FHD+ (1080 x 2340 píxeles) | Android 8.1 (Oreo); One UI 2.0 | Samsung Exynos 7904 Octa | Almacenamiento de 32, 64 o 128 GB / RAM de 3, 4 o 6 GB | 13 MP 5 MP (ultra gran angular) 5 MP (profundidad) | 16 MP          | En la parte trasera          | 5000 mAh  | Carga rápida de 15W |
| Samsung Galaxy M30s | Pantalla Infinity-U Super AMOLED de 6,4" FHD+ (1080 × 2340 píxeles) | Android 9.0 (Pie); One UI 3.0  | Samsung Exynos 9611 Octa | Almacenamiento de 64 o 128 GB / RAM de 4 o 6 GB        | 48 MP 8 MP (ultra gran angular) 5 MP (profundidad) | 16 MP          | En la parte trasera          | 6,000 mAh | Carga rápida de 15W |
| Samsung Galaxy M40  | Pantalla Infinity-O LCD IPS de 6,3" FHD+ (1080 x 2340 píxeles)      | Android 9.0 (Pie); One UI 3.0  | Qualcomm Snapdragon 675  | Almacenamiento de 64 o 128 GB / RAM de 4 o 6 GB        | 32 MP 8 MP (ultra gran angular) 5 MP (profundidad) | 16 MP          | En la parte trasera          | 3500 mAh  | Carga rápida de 15W |

### 2020 (segunda generación)
| Modelo              | Pantalla                                                                 | Sistema operativo     | Procesador                  | Memoria | Cámara trasera                                                           | Cámara frontal | Sensor de huellas dactilares | Batería  | Carga rápida                    |
| ------------------- | ------------------------------------------------------------------------ | --------------------- | --------------------------- | --- | ------------------------------------------------------------------------ | -------------- | ---------------------------- | -------- | ------------------------------- |
| Samsung Galaxy M01  | Pantalla Infinity-V PLS TFT de 5,7" HD+ (720 x 1520 píxeles)             | Android 10 ; One UI 2 | Qualcomm Snapdragon 439     | Almacenamiento de 32 GB / RAM de 3 GB                                                                        | 13 MP (principal) 2 MP (profundidad)                                     | 5 MP           | No                           | 4000 mAh | Carga rápida adaptativa de 15 W |
| Samsung Galaxy M01s | Pantalla Infinity-V PLS TFT de 6,2" HD+ (720 x 1520 píxeles)             | Android 10 ; One UI 2 | MediaTek Helio P22          | Almacenamiento de 32 GB / RAM de 3 GB                                                                        | 13 MP (principal) 2 MP (profundidad)                                     | 5 MP           | No                           | 4000 mAh | Carga rápida adaptativa de 15 W |
| Samsung Galaxy M11  | Pantalla Infinity-O PLS TFT de 6,4" HD+ (720 x 1560 píxeles)             | Android 10 ; One UI 2 | Qualcomm Snapdragon 450     | Almacenamiento de 32 o 64 GB / RAM de 3 o 4 GB                                                               | 13 MP (principal) 5 MP (Ultraancho) 2 MP (Profundidad)                   | 8 MP           | En la parte trasera          | 5000 mAh | Carga rápida adaptativa de 15 W |
| Samsung Galaxy M21  | Pantalla Infinity-U Super AMOLED FHD+ de 6,4" (1080 × 2340 píxeles)      | Android 10 ; One UI 2 | Samsung Exynos 9611 Octa    | Almacenamiento de 64 o 128 GB / RAM de 4 o 6 GB                                                              | 48 MP (principal) 8 MP (Ultraancho) 5 MP (Profundidad)                   | 20 MP          | En la parte trasera          | 6000 mAh | Carga rápida adaptativa de 15 W |
| Samsung Galaxy M21s | Pantalla Infinity-U Super AMOLED FHD+ de 6,4" (1080 × 2340 píxeles)      | Android 10 ; One UI 2 | Samsung Exynos 9611 Octa    | Almacenamiento de 64 o 128 GB / RAM de 4 o 6 GB                                                              | 64 MP (principal) 8 MP (Ultraancho) 5 MP (Profundidad)                   | 32 MP          | En la parte trasera          | 6000 mAh | Carga rápida adaptativa de 15 W |
| Samsung Galaxy M31  | Pantalla Infinity-U Super AMOLED FHD+ de 6,4" (1080 × 2340 píxeles)      | Android 10 ; One UI 2 | Samsung Exynos 9611 Octa    | Almacenamiento de 64 o 128 GB / RAM de 6 u 8 GB (Almacenamiento de 128 GB / RAM de 6 GB en la edición prime) | 64 MP (principal) 8 MP (ultra gran angular) x2 5 MP (Macro/Profundidad)  | 32 MP          | En la parte trasera          | 6000 mAh | Carga rápida adaptativa de 15 W |
| Samsung Galaxy M31s | Pantalla Infinity-O Super AMOLED FHD+ de 6,5" (1080 × 2400 píxeles)      | Android 10 ; One UI 2 | Samsung Exynos 9611 Octa    | Almacenamiento de 128GB / 6 u 8 GB de RAM                                                                    | 64 MP (principal) 12 MP (ultra gran angular) x2 5 MP (Macro/Profundidad) | 32 MP          | En el lateral                | 6000 mAh | Carga rápida adaptativa de 25 W |
| Samsung Galaxy M51  | Pantalla FHD+ Super AMOLED Plus Infinity-O de 6,7" (1080 × 2400 píxeles) | Android 10 ; One UI 2 | Snapdragon 730G de Qualcomm | Almacenamiento de 128GB / 6 u 8 GB de RAM                                                                    | 64 MP (principal) 12 MP (ultra gran angular) x2 5 MP (Macro/Profundidad) | 32 MP          | En el lateral                | 7000 mAh | Carga rápida adaptativa de 25 W |

### 2021 (3.ª generación)
| Modelo        | Pantalla                                                                                            | Sistema operativo      | Procesador               | Memoria                | Almacenamiento     | Cámara trasera                                                               | Cámara frontal | Sensor de huellas dactilares | Batería                     | Carga rápida                                                            |
| ------------- | --------------------------------------------------------------------------------------------------- | ---------------------- | ------------------------ | ---------------------- | ------------------ | ---------------------------------------------------------------------------- | -------------- | ---------------------------- | --------------------------- | ----------------------------------------------------------------------- |
| Galaxy M02    | Pantalla Infinity-V PLS IPS de 6.5" HD+ (720 x 1600 píxeles)                                        | Android 10; One UI 2   | MediaTek MT6739W         | 2 GB 3 GB              | 32 GB              | 13 MP (principal) 2 MP (Macro)                                               | 5 MP           | No                           | 5,000 mAh                   | No                                                                      |
| Galaxy M02s   | Pantalla Infinity-V PLS IPS de 6.5" HD+ (720 x 1600 píxeles)                                        | Android 10; One UI 2   | Qualcomm Snapdragon 450  | 3 GB 4 GB              | 32 GB 64 GB        | 13 MP (principal) 2 MP (Macro) 2 MP (profundidad)                            | 5 MP           | No                           | 5,000 mAh                   | Carga rápida adaptativa de 15 W                                         |
| Galaxy M12    | Pantalla Infinity-V PLS IPS de 6.5" HD+ (720 x 1600 píxeles) Tasa de refresco de 90 Hz              | Android 11; One UI 3.1 | Samsung Exynos 850       | 3 GB 4 GB 6 GB (India) | 32 GB 64 GB 128 GB | 48 MP (principal) 5 MP (ultra gran angular) 2 MP (Macro) 2 MP (profundidad)  | 8 MP           | En el lateral                | 5,000 mAh 6,000 mAh (India) | Carga rápida adaptativa de 15 W                                         |
| Galaxy M22    | Pantalla Infinity-U Super AMOLED de 6.4" HD+ (1080 x 2400 píxeles) Tasa de refresco de 90 Hz        | Android 11; One UI 3.1 | MediaTek Helio G80       | 4 GB                   | 128 GB             | 48 MP (principal) 8 MP (ultra gran angular) 2 MP (Macro) 2 MP (profundidad)  | 13 MP          | En el lateral                | 5,000 mAh                   | Carga rápida adaptativa de 25 W                                         |
| Galaxy M32    | Pantalla Infinity-U Super AMOLED de 6.4" FHD+ (1080 x 2400 píxeles) Tasa de refresco de 90 Hz       | Android 11; One UI 3.1 | MediaTek Helio G80       | 4 GB 6 GB 8 GB         | 64 GB 128 GB       | 64 MP (principal) 8 MP (ultra gran angular) 2 MP (Macro) 2 MP (profundidad)  | 20 MP          | En el lateral                | 5,000 mAh 6,000 mAh (India) | Carga rápida adaptativa de 25 W Carga rápida adaptativa de 15 W (India) |
| Galaxy M32 5G | Pantalla Infinity-V PLS IPS de 6.5" HD+ (720 x 1600 píxeles)                                        | Android 11; One UI 3.1 | MediaTek Dimensity 720   | 6 GB 8 GB              | 128 GB             | 48 MP (principal) 8 MP (ultra gran angular) 5 MP (Macro) 2 MP (profundidad)  | 13 MP          | En el lateral                | 5,000 mAh                   | Carga rápida adaptativa de 15 W                                         |
| Galaxy M42 5G | Pantalla Infinity-U Super AMOLED de 6.6" HD+ (720 x 1600 píxeles)                                   | Android 11; One UI 3.1 | Qualcomm Snapdragon 750G | 6 GB 8 GB              | 128 GB             | 48 MP (principal) 8 MP (ultra gran angular) 5 MP (Macro) 5 MP (profundidad)  | 20 MP          | En el lateral                | 5,000 mAh                   | Carga rápida adaptativa de 15 W                                         |
| Galaxy M52 5G | Pantalla Infinity-O Super AMOLED Plus de 6.7" FHD+ (1080 x 2400 píxeles) Tasa de refresco de 120 Hz | Android 11; One UI 3.1 | Qualcomm Snapdragon 778G | 6 GB                   | 128 GB             | 64 MP (principal) 12 MP (ultra gran angular) 5 MP (Macro)                    | 32 MP          | En el lateral                | 5,000 mAh                   | Carga rápida adaptativa de 25 W                                         |
| Galaxy M62    | Pantalla Infinity-O Super AMOLED Plus de 6.7" FHD+ (1080 x 2400 píxeles)                            | Android 11; One UI 3.1 | Samsung Exynos 9825      | 8 GB                   | 128 GB 256 GB      | 64 MP (principal) 12 MP (ultra gran angular) 5 MP (Macro) 5 MP (profundidad) | 32 MP          | En el lateral                | 7,000 mAh                   | Carga rápida adaptativa de 25 W                                         |

### 2022 (4.ª generación)
| Modelo        | Pantalla                                                                                         | Sistema operativo           | Procesador               | Memoria   | Almacenamiento | Cámara trasera                                                               | Cámara frontal | Sensor de huellas dactilares | Batería  | Carga rápida                    |
| ------------- | ------------------------------------------------------------------------------------------------ | --------------------------- | ------------------------ | --------- | -------------- | ---------------------------------------------------------------------------- | -------------- | ---------------------------- | -------- | ------------------------------- |
| Galaxy M13    | Pantalla Infinity-V PLS IPS de 6.6" FHD+ (1080 x 2408 píxeles)                                   | Android 12; One UI Core 4.1 | Samsung Exynos 850       | 4 GB      | 64 GB 128 GB   | 50 MP (principal) 5 MP (Ultrawide) 2 MP (profundidad)                        | 8 MP           | En el lateral                | 5000 mAh | Carga rápida adaptativa de 15 W |
| Galaxy M23    | Pantalla Infinity-O TFT LCD de 6,6" FHD+ (1080 x 2408 píxeles) Tasa de refresco de 120 Hz        | Android 12 ; One UI 4.1     | Qualcomm Snapdragon 750G | 4 GB      | 128GB          | 50 MP (principal) 8 MP (ultra gran angular) 2 MP (profundidad)               | 8 MP           | En el lateral                | 5000 mAh | Carga rápida adaptativa de 25 W |
| Galaxy M33    | Pantalla Infinity-O TFT LCD de 6,6" FHD+ (1080 x 2408 píxeles) Tasa de refresco de 120 Hz        | Android 12 ; One UI 4.1     | Samsung Exynos 1280      | 6GB 8GB   | 128GB          | 50 MP (principal) 8 MP (ultra gran angular) 2 MP (profundidad) 2 MP (macro)  | 8 MP           | En el lateral                | 5000 mAh | Carga rápida adaptativa de 25 W |
| Galaxy M53 5G | Pantalla Infinity-O Super AMOLED Plus 6.7" FHD+ (1080 x 2408 píxeles) Tasa de refresco de 120 Hz | Android 12; One UI 4.1      | MediaTek Dimensity 900   | 6 GB 8 GB | 128 GB 256 GB  | 108 MP (principal) 8 MP (ultra gran angular) 2 MP (profundidad) 2 MP (Macro) | 32 MP          | En el lateral                | 5000 mAh | Carga rápida adaptativa de 25 W |

### 2023 (5.ª generación)
| Modelo        | Pantalla                                                               | Sistema operativo          | Procesador                | Memoria   | Almacenamiento | Cámara trasera                                            | Cámara frontal | Sensor de huellas dactilares | Batería  | Carga rápida                                                          |
| ------------- | ---------------------------------------------------------------------- | -------------------------- | ------------------------- | --------- | -------------- | --------------------------------------------------------- | -------------- | ---------------------------- | -------- | --------------------------------------------------------------------- |
| Galaxy M04    | 6.5" HD+ PLS IPS Infinity-V Display (720 x 1600 pixels)                | Android 12 One UI Core 4.1 | MediaTek MT6765 Helio P35 | 4 GB      | 64 GB 128 GB   | 13 MP (principal) 2 MP (profundidad)                      | 5 MP           | No                           | 5000 mAh | Carga rápida adaptativa de 15W                                        |
| Galaxy M14 5G | 6.6" FHD+ 90 Hz PLS IPS Infinity-V Display (1080 x 2408 pixels)        | Android 13 One UI Core 5.1 | Samsung Exynos 1330       | 4 GB 6 GB | 64 GB 128 GB   | 50 MP (principal) 2 MP (macro) 2 MP (profundidad)         | 13 MP          | En el lateral                | 6000 mAh | Carga rápida adaptativa de 15W Carga rápida adaptativa de 25W (India) |
| Galaxy M34 5G | 6.5" FHD+ 120 Hz Super AMOLED Infinity-U Display (1080 x 2400 pixels)  | Android 13 One UI 5.1      | Samsung Exynos 1280       | 6 GB 8 GB | 128 GB 256 GB  | 50 MP (principal) 8 MP (ultra gran angular) 2 MP (macro)  | 13 MP          | En el lateral                | 6000 mAh | Carga rápida adaptativa de 15W                                        |
| Galaxy M54 5G | 6.7" FHD+ 120 Hz Super AMOLED+ Infinity-O Display (1080 x 2400 pixels) | Android 13 One UI 5.1      | Samsung Exynos 1380       | 8 GB      | 128 GB 256 GB  | 108 MP (principal) 8 MP (ultra gran angular) 2 MP (macro) | 32 MP          | En el lateral                | 6000 mAh | Carga rápida adaptativa de 25W                                        |

### 2024 (6.ª generación)
| Modelo         | Pantalla                                                    | Sistema operativo          | Procesador                   | Memoria        | Almacenamiento | Camara trasera                                           | Camara frontal | Sensor de huellas dactilares | Batería   | Carga rápida                   |
| -------------- | ----------------------------------------------------------- | -------------------------- | ---------------------------- | -------------- | -------------- | -------------------------------------------------------- | -------------- | ---------------------------- | --------- | ------------------------------ |
| Galaxy M05     | 6.7" HD+ PLS LCD Display (720 x 1600 pixels)                | Android 14 One UI Core 6.0 | Mediatek Helio G85           | 4 GB           | 64 GB          | 50 MP (principal) 2 MP (macro)                           | 8 MP           | No                           | 5000 mAh  | Carga rápida adaptativa de 25W |
| Galaxy M15 5G  | 6.5" FHD+ 90 Hz Super AMOLED Display (1080 x 2340 pixels)   | Android 14 One UI 6.1      | Mediatek Dimensity 6100 Plus | 4 GB 6 GB 8 GB | 128 GB 256 GB  | 50 MP (principal) 5 MP (ultra gran angular) 2 MP (macro) | 13 MP          | En el lateral                | 6,000 mAh | Carga rápida adaptativa de 25W |
| Galaxy M35 5G  | 6.6" FHD+ 120Hz Super AMOLED Display (1080 x 2340 pixels)   | Android 14 One UI 6.1      | Samsung Exynos 1380          | 6 GB 8 GB      | 128 GB 256 GB  | 50 MP (principal) 8 MP (ultra gran angular) 2 MP (macro) | 13 MP          | En el lateral                | 6,000 mAh | Carga rápida adaptativa de 25W |
| Galaxy M55 5G  | 6.7" FHD+ 120 Hz Super AMOLED+ Display (1080 x 2400 pixels) | Android 14 One UI 6.1      | Qualcomm Snapdragon 7 Gen 1  | 8 GB 12 GB     | 128 GB 256 GB  | 50 MP (principal) 8 MP (ultra gran angular) 2 MP (macro) | 50 MP          | En pantalla                  | 5,000 mAh | Carga rápida adaptativa de 45W |
| Galaxy M55s 5G | 6.7" FHD+ 120 Hz Super AMOLED+ Display (1080 x 2400 pixels) | Android 14 One UI 6.1      | Qualcomm Snapdragon 7 Gen 1  | 8 GB           | 128 GB 256 GB  | 50 MP (principal) 8 MP (ultra gran angular) 2 MP (macro) | 50 MP          | En pantalla                  | 5,000 mAh | Carga rápida adaptativa de 45W |